# Danh sách vệ tinh GLONASS
Tính đến tháng 6 năm 2014, 131 vệ tinh định vị GLONASS đã được phóng.

## Các vệ tinh
| Vệ tinh     | Ngày phóng (UTC)           | Tên lửa mang      | Địa điểm phóng  | Loại vệ tinh | Launch Block № | SC s/n | Mặt phẳng quỹ đạo | Slot | Ngừng hoạt động                 | Lưu ý |
| ----------- | -------------------------- | ----------------- | --------------- | ------------ | -------------- | ------ | ----------------- | ---- | ------------------------------- | --- |
| Kosmos 1413 | 12 tháng 10 năm 1982 14:57 | Proton-K/DM-2     | Baikonur 200/39 | I            | 1              | 711    | I                 | 1    | 12 tháng 1 năm 1984             | |
| Kosmos 1490 | 10 tháng 8 năm 1983 18:24  | Proton-K/DM-2     | Baikonur 200/39 | I            | 2              | 712    | I                 | 3    | 5 tháng 7 năm 1984              | |
| Kosmos 1491 | 10 tháng 8 năm 1983 18:24  | Proton-K/DM-2     | Baikonur 200/39 | I            | 2              | 713    | I                 | 2    | 27 tháng 9 năm 1984             | |
| Kosmos 1519 | 29 tháng 12 năm 1983 00:52 | Proton-K/DM-2     | Baikonur 200/40 | I            | 3              | 714    | III               | 18   | 27 tháng 9 năm 1984             | |
| Kosmos 1520 | 29 tháng 12 năm 1983 00:52 | Proton-K/DM-2     | Baikonur 200/40 | I            | 3              | 715    | III               | 17   | 30 tháng 6 năm 1986             | |
| Kosmos 1554 | 19 tháng 5 năm 1984 15:11  | Proton-K/DM-2     | Baikonur 200/40 | I            | 4              | 716    | III               | 19   | 16 tháng 8 năm 1985             | |
| Kosmos 1555 | 19 tháng 5 năm 1984 15:11  | Proton-K/DM-2     | Baikonur 200/40 | I            | 4              | 717    | III               | 18   | 25 tháng 10 năm 1985            | |
| Kosmos 1593 | 4 tháng 9 năm 1984 15:49   | Proton-K/DM-2     | Baikonur 200/40 | I            | 5              | 718    | I                 | 2    | 28 tháng 11 năm 1985            | |
| Kosmos 1594 | 4 tháng 9 năm 1984 15:49   | Proton-K/DM-2     | Baikonur 200/40 | I            | 5              | 719    | I                 | 3    | 4 tháng 9 năm 1986              | |
| Kosmos 1650 | 17 tháng 5 năm 1985 22:28  | Proton-K/DM-2     | Baikonur 200/39 | I            | 6              | 720    | I                 | 1    | 8 tháng 11 năm 1985             | |
| Kosmos 1651 | 17 tháng 5 năm 1985 22:28  | Proton-K/DM-2     | Baikonur 200/39 | IIa          | 6              | 721    | I                 | 1    | 9 tháng 8 năm 1987              | |
| Kosmos 1710 | 24 tháng 12 năm 1985 21:43 | Proton-K/DM-2     | Baikonur 200/39 | IIa          | 7              | 722    | III               | 18   | 28 tháng 2 năm 1987             | |
| Kosmos 1711 | 24 tháng 12 năm 1985 21:43 | Proton-K/DM-2     | Baikonur 200/39 | IIa          | 7              | 723    | III               | 17   | 16 tháng 5 năm 1987             | |
| Kosmos 1778 | 16 tháng 9 năm 1986 11:38  | Proton-K/DM-2     | Baikonur 200/39 | IIa          | 8              | 724    | I                 | 2    | 20 tháng 2 năm 1987             | |
| Kosmos 1779 | 16 tháng 9 năm 1986 11:38  | Proton-K/DM-2     | Baikonur 200/39 | IIa          | 8              | 725    | I                 | 3    | 15 tháng 7 năm 1988             | |
| Kosmos 1780 | 16 tháng 9 năm 1986 11:38  | Proton-K/DM-2     | Baikonur 200/39 | IIa          | 8              | 726    | I                 | 8    | 15 tháng 6 năm 1988             | |
| Kosmos 1838 | 24 tháng 4 năm 1987 12:42  | Proton-K/DM-2     | Baikonur 200/40 | IIb          | 9              | 730    | —                 | —    | Chệch quỹ đạo                   | |
| Kosmos 1839 | 24 tháng 4 năm 1987 12:42  | Proton-K/DM-2     | Baikonur 200/40 | IIb          | 9              | 731    | —                 | —    | Chệch quỹ đạo                   | |
| Kosmos 1840 | 24 tháng 4 năm 1987 12:42  | Proton-K/DM-2     | Baikonur 200/40 | IIb          | 9              | 732    | —                 | —    | Chệch quỹ đạo                   | |
| Kosmos 1883 | 16 tháng 9 năm 1987 02:53  | Proton-K/DM-2     | Baikonur 200/40 | IIb          | 10             | 733    | III               | -    | 6 tháng 6 năm 1989              | |
| Kosmos 1884 | 16 tháng 9 năm 1987 02:53  | Proton-K/DM-2     | Baikonur 200/40 | IIb          | 10             | 734    | III               | -    | 30 tháng 8 năm 1988             | |
| Kosmos 1885 | 16 tháng 9 năm 1987 02:53  | Proton-K/DM-2     | Baikonur 200/40 | IIb          | 10             | 735    | III               | 17   | 1 tháng 2 năm 1989              | |
| Kosmos 1917 | 17 tháng 2 năm 1988 00:23  | Proton-K/DM-2     | Baikonur 200/39 | IIb          | 11             | 738    | —                 | —    | Chệch quỹ đạo                   | |
| Kosmos 1918 | 17 tháng 2 năm 1988 00:23  | Proton-K/DM-2     | Baikonur 200/39 | IIb          | 11             | 737    | —                 | —    | Chệch quỹ đạo                   | |
| Kosmos 1919 | 17 tháng 2 năm 1988 00:23  | Proton-K/DM-2     | Baikonur 200/39 | IIb          | 11             | 736    | —                 | —    | Chệch quỹ đạo                   | |
| Kosmos 1946 | 21 tháng 5 năm 1988 17:57  | Proton-K/DM-2     | Baikonur 200/39 | IIb          | 12             | 739    | I                 | 7    | 10 tháng 5 năm 1990             | |
| Kosmos 1947 | 21 tháng 5 năm 1988 17:57  | Proton-K/DM-2     | Baikonur 200/39 | IIb          | 12             | 740    | I                 | 8    | 19 tháng 3 năm 1991             | |
| Kosmos 1948 | 21 tháng 5 năm 1988 17:57  | Proton-K/DM-2     | Baikonur 200/39 | IIb          | 12             | 741    | I                 | 1    | 11 tháng 6 năm 1991             | |
| Kosmos 1970 | 16 tháng 9 năm 1988 02:00  | Proton-K/DM-2     | Baikonur 200/39 | IIv          | 13             | 742    | III               | 17   | 21 tháng 5 năm 1990             | |
| Kosmos 1971 | 16 tháng 9 năm 1988 02:00  | Proton-K/DM-2     | Baikonur 200/39 | IIv          | 13             | 743    | III               | 18   | 31 tháng 8 năm 1989             | |
| Kosmos 1972 | 16 tháng 9 năm 1988 02:00  | Proton-K/DM-2     | Baikonur 200/39 | IIv          | 13             | 744    | III               | 19   | 1 tháng 11 năm 1991             | |
| Kosmos 1987 | 10 tháng 1 năm 1989 02:05  | Proton-K/DM-2     | Baikonur 200/39 | IIv          | 14             | 727    | I                 | 2    | 14 tháng 3 năm 1993             | |
| Kosmos 1988 | 10 tháng 1 năm 1989 02:05  | Proton-K/DM-2     | Baikonur 200/39 | IIv          | 14             | 745    | I                 | 3    | 16 tháng 2 năm 1992             | |
| Kosmos 2022 | 31 tháng 5 năm 1989 08:32  | Proton-K/DM-2     | Baikonur 200/40 | IIv          | 15             | 728    | III               | 24   | 25 tháng 1 năm 1990             | |
| Kosmos 2023 | 31 tháng 5 năm 1989 08:32  | Proton-K/DM-2     | Baikonur 200/40 | IIv          | 15             | 729    | III               | 19   | 18 tháng 11 năm 1989            | |
| Kosmos 2079 | 19 tháng 5 năm 1990 08:32  | Proton-K/DM-2     | Baikonur 200/40 | IIv          | 16             | 746    | III               | 17   | 23 tháng 4 năm 1994             | |
| Kosmos 2080 | 19 tháng 5 năm 1990 08:32  | Proton-K/DM-2     | Baikonur 200/40 | IIv          | 16             | 751    | III               | 19   | 27 tháng 7 năm 1994             | |
| Kosmos 2081 | 19 tháng 5 năm 1990 08:32  | Proton-K/DM-2     | Baikonur 200/40 | IIv          | 16             | 752    | III               | 20   | 18 tháng 8 năm 1992             | |
| Kosmos 2109 | 8 tháng 12 năm 1990 02:43  | Proton-K/DM-2     | Baikonur 200/40 | IIv          | 17             | 747    | I                 | 7    | 17 tháng 3 năm 1994             | |
| Kosmos 2110 | 8 tháng 12 năm 1990 02:43  | Proton-K/DM-2     | Baikonur 200/40 | IIv          | 17             | 748    | I                 | 4    | 29 tháng 10 năm 1993            | |
| Kosmos 2111 | 8 tháng 12 năm 1990 02:43  | Proton-K/DM-2     | Baikonur 200/40 | IIv          | 17             | 749    | I                 | 5    | 9 tháng 6 năm 1996              | |
| Kosmos 2139 | 4 tháng 4 năm 1991 10:47   | Proton-K/DM-2     | Baikonur 200/39 | IIv          | 18             | 750    | III               | 22   | 29 tháng 9 năm 1994             | |
| Kosmos 2140 | 4 tháng 4 năm 1991 10:47   | Proton-K/DM-2     | Baikonur 200/39 | IIv          | 18             | 753    | III               | 21   | 6 tháng 1 năm 1992              | |
| Kosmos 2141 | 4 tháng 4 năm 1991 10:47   | Proton-K/DM-2     | Baikonur 200/39 | IIv          | 18             | 754    | III               | 24   | 26 tháng 2 năm 1992             | |
| Kosmos 2177 | 29 tháng 1 năm 1992 22:19  | Proton-K/DM-2     | Baikonur 81/23  | IIv          | 19             | 768    | I                 | 3    | 9 tháng 1 năm 1993              | |
| Kosmos 2178 | 29 tháng 1 năm 1992 22:19  | Proton-K/DM-2     | Baikonur 81/23  | IIv          | 19             | 769    | I                 | 8    | 23 tháng 5 năm 1997             | |
| Kosmos 2179 | 29 tháng 1 năm 1992 22:19  | Proton-K/DM-2     | Baikonur 81/23  | IIv          | 19             | 771    | I                 | 1    | 25 tháng 10 năm 1996            | |
| Kosmos 2204 | 30 tháng 7 năm 1992 01:59  | Proton-K/DM-2     | Baikonur 81/23  | IIv          | 20             | 756    | III               | 18   | 27 tháng 6 năm 1997             | |
| Kosmos 2205 | 30 tháng 7 năm 1992 01:59  | Proton-K/DM-2     | Baikonur 81/23  | IIv          | 20             | 772    | III               | 21   | 29 tháng 6 năm 1994             | |
| Kosmos 2206 | 30 tháng 7 năm 1992 01:59  | Proton-K/DM-2     | Baikonur 81/23  | IIv          | 20             | 774    | III               | 24   | 18 tháng 5 năm 1996             | |
| Kosmos 2234 | 17 tháng 2 năm 1993 20:09  | Proton-K/DM-2     | Baikonur 81/23  | IIv          | 21             | 773    | I                 | 2    | 9 tháng 3 năm 1994              | |
| Kosmos 2235 | 17 tháng 2 năm 1993 20:09  | Proton-K/DM-2     | Baikonur 81/23  | IIv          | 21             | 759    | I                 | 6    | 30 tháng 6 năm 1997             | |
| Kosmos 2236 | 17 tháng 2 năm 1993 20:09  | Proton-K/DM-2     | Baikonur 81/23  | IIv          | 21             | 757    | I                 | 3    | 27 tháng 7 năm 1997             | |
| Kosmos 2275 | 11 tháng 4 năm 1994 07:49  | Proton-K/DM-2     | Baikonur 81/23  | IIv          | 22             | 758    | III               | 18   | 5 tháng 3 năm 1999              | |
| Kosmos 2276 | 11 tháng 4 năm 1994 07:49  | Proton-K/DM-2     | Baikonur 81/23  | IIv          | 22             | 760    | III               | 17   | 30 tháng 7 năm 1999             | |
| Kosmos 2277 | 11 tháng 4 năm 1994 07:49  | Proton-K/DM-2     | Baikonur 81/23  | IIv          | 22             | 761    | III               | 23   | 24 tháng 7 năm 1997             | |
| Kosmos 2287 | 11 tháng 8 năm 1994 15:27  | Proton-K/DM-2     | Baikonur 81/23  | IIv          | 23             | 767    | II                | 12   | 5 tháng 11 năm 1998             | |
| Kosmos 2288 | 11 tháng 8 năm 1994 15:27  | Proton-K/DM-2     | Baikonur 81/23  | IIv          | 23             | 770    | II                | 14   | 24 tháng 8 năm 1999             | |
| Kosmos 2289 | 11 tháng 8 năm 1994 15:27  | Proton-K/DM-2     | Baikonur 81/23  | IIv          | 23             | 775    | II                | 16   | 13 tháng 8 năm 2000             | |
| Kosmos 2294 | 20 tháng 11 năm 1994 00:39 | Proton-K/DM-2     | Baikonur 200/39 | IIv          | 24             | 762    | I                 | 4    | 4 tháng 9 năm 1999              | |
| Kosmos 2295 | 20 tháng 11 năm 1994 00:39 | Proton-K/DM-2     | Baikonur 200/39 | IIv          | 24             | 763    | I                 | 3    | 27 tháng 7 năm 1999             | |
| Kosmos 2296 | 20 tháng 11 năm 1994 00:39 | Proton-K/DM-2     | Baikonur 200/39 | IIv          | 24             | 764    | I                 | 6    | 27 tháng 10 năm 1999            | |
| Kosmos 2307 | 7 tháng 3 năm 1995 09:23   | Proton-K/DM-2     | Baikonur 200/39 | IIv          | 25             | 765    | III               | 20   | 10 tháng 9 năm 1999             | |
| Kosmos 2308 | 7 tháng 3 năm 1995 09:23   | Proton-K/DM-2     | Baikonur 200/39 | IIv          | 25             | 766    | III               | 22   | 21 tháng 11 năm 2000            | |
| Kosmos 2309 | 7 tháng 3 năm 1995 09:23   | Proton-K/DM-2     | Baikonur 200/39 | IIv          | 25             | 777    | III               | 19   | 17 tháng 7 năm 1997             | |
| Kosmos 2316 | 24 tháng 7 năm 1995 15:52  | Proton-K/DM-2     | Baikonur 200/39 | IIv          | 26             | 780    | II                | 15   | 3 tháng 12 năm 1998             | |
| Kosmos 2317 | 24 tháng 7 năm 1995 15:52  | Proton-K/DM-2     | Baikonur 200/39 | IIv          | 26             | 781    | II                | 10   | 24 tháng 1 năm 2001             | |
| Kosmos 2318 | 24 tháng 7 năm 1995 15:52  | Proton-K/DM-2     | Baikonur 200/39 | IIv          | 26             | 785    | II                | 11   | 3 tháng 2 năm 2001              | |
| Kosmos 2323 | 14 tháng 12 năm 1995 06:10 | Proton-K/DM-2     | Baikonur 200/39 | IIv          | 27             | 776    | II                | 9    | 13 tháng 8 năm 2000             | |
| Kosmos 2324 | 14 tháng 12 năm 1995 06:10 | Proton-K//DM-2    | Baikonur 200/39 | IIv          | 27             | 778    | II                | 15   | 29 tháng 1 năm 2001             | |
| Kosmos 2325 | 14 tháng 12 năm 1995 06:10 | Proton-K/DM-2     | Baikonur 200/39 | IIv          | 27             | 782    | II                | 13   | 23 tháng 7 năm 2001             | |
| Kosmos 2362 | 30 tháng 12 năm 1998 18:35 | Proton-K/DM-2     | Baikonur 200/39 | IIv          | 28             | 786    | I                 | 7    | 20 tháng 10 năm 2003            | |
| Kosmos 2363 | 30 tháng 12 năm 1998 18:35 | Proton-K/DM-2     | Baikonur 200/39 | IIv          | 28             | 784    | I                 | 8    | 19 tháng 12 năm 2003            | |
| Kosmos 2364 | 30 tháng 12 năm 1998 18:35 | Proton-K/DM-2     | Baikonur 200/39 | IIv          | 28             | 779    | I                 | 1    | 8 tháng 7 năm 2002              | |
| Kosmos 2374 | 13 tháng 10 năm 2000 14:12 | Proton-K/DM-2     | Baikonur 81/24  | IIv          | 29             | 783    | III               | 18   | 23 tháng 11 năm 2007            | |
| Kosmos 2375 | 13 tháng 10 năm 2000 14:12 | Proton-K/DM-2     | Baikonur 81/24  | IIv          | 29             | 787    | III               | 17   | 16 tháng 4 năm 2007             | |
| Kosmos 2376 | 13 tháng 10 năm 2000 14:12 | Proton-K/DM-2     | Baikonur 81/24  | IIv          | 29             | 788    | III               | 24   | 29 tháng 3 năm 2006             | |
| Kosmos 2380 | 1 tháng 12 năm 2001 18:04  | Proton-K/DM-2     | Baikonur 81/24  | IIv          | 30             | 790    | I                 | 6    | 19 tháng 12 năm 2003            | |
| Kosmos 2381 | 1 tháng 12 năm 2001 18:04  | Proton-K/DM-2     | Baikonur 81/24  | IIv          | 30             | 789    | I                 | 3    | 11 tháng 1 năm 2008             | |
| Kosmos 2382 | 1 tháng 12 năm 2001 18:04  | Proton-K/DM-2     | Baikonur 81/24  | M            | 30             | 711    | I                 | 5    | 11 tháng 1 năm 2008             | Nguyên mẫu vệ tinh GLONASS-M                                                                                            |
| Kosmos 2394 | 25 tháng 12 năm 2002 07:37 | Proton-K/DM-2     | Baikonur 81/23  | IIv          | 31             | 791    | III               | 22   | 30 tháng 11 năm 2007            | |
| Kosmos 2395 | 25 tháng 12 năm 2002 07:37 | Proton-K/DM-2     | Baikonur 81/23  | IIv          | 31             | 792    | III               | 21   | 12 tháng 1 năm 2008             | |
| Kosmos 2396 | 25 tháng 12 năm 2002 07:37 | Proton-K/DM-2     | Baikonur 81/23  | IIv          | 31             | 793    | III               | 23   | 16 tháng 4 năm 2007             | |
| Kosmos 2402 | 10 tháng 12 năm 2003 13:53 | Proton-K/Briz-M   | Baikonur 81/24  | IIv          | 32             | 794    | I                 | 2    | 20 tháng 4 năm 2007             | |
| Kosmos 2403 | 10 tháng 12 năm 2003 13:53 | Proton-K/Briz-M   | Baikonur 81/24  | IIv          | 32             | 795    | I                 | 4    | 30 tháng 4 năm 2009             | |
| Kosmos 2404 | 10 tháng 12 năm 2003 13:53 | Proton-K/Briz-M   | Baikonur 81/24  | M            | 32             | 701    | I                 | 6    | 18 tháng 6 năm 2009             | |
| Kosmos 2411 | 26 tháng 12 năm 2004 13:53 | Proton-K/DM-2     | Baikonur 200/39 | IIv          | 33             | 796    | I                 | 1    | 18 tháng 10 năm 2008            | |
| Kosmos 2412 | 26 tháng 12 năm 2004 13:53 | Proton-K/DM-2     | Baikonur 200/39 | IIv          | 33             | 797    | I                 | 8    | 16 tháng 10 năm 2008            | |
| Kosmos 2413 | 26 tháng 12 năm 2004 13:53 | Proton-K/DM-2     | Baikonur 200/39 | M            | 33             | 712    | I                 | 8    | 22 tháng 11 năm 2012            | Vệ tinh dự phòng |
| Kosmos 2417 | 25 tháng 12 năm 2005 05:07 | Proton-K/DM-2     | Baikonur 81/24  | IIv          | 34             | 798    | III               | 22   | 12 tháng 1 năm 2008             | |
| Kosmos 2418 | 25 tháng 12 năm 2005 05:07 | Proton-K/DM-2     | Baikonur 81/24  | M            | 34             | 713    | III               | 24   | 18 tháng 2 năm 2010             | |
| Kosmos 2419 | 25 tháng 12 năm 2005 05:07 | Proton-K/DM-2     | Baikonur 81/24  | M            | 34             | 714    | III               | 17   | 11 tháng 4 năm 2014             | Vệ tinh dự phòng |
| Kosmos 2424 | 25 tháng 12 năm 2006 20:18 | Proton-K/DM-2     | Baikonur 81/24  | M            | 35             | 715    | II                | 14   | Hoạt động                       | |
| Kosmos 2425 | 25 tháng 12 năm 2006 20:18 | Proton-K/DM-2     | Baikonur 81/24  | M            | 35             | 716    | II                | 15   | Hoạt động                       | |
| Kosmos 2426 | 25 tháng 12 năm 2006 20:18 | Proton-K/DM-2     | Baikonur 81/24  | M            | 35             | 717    | II                | 10   | Hoạt động                       | |
| Kosmos 2431 | 26 tháng 10 năm 2007 07:35 | Proton-K/DM-2     | Baikonur 81/24  | M            | 36             | 718    | III               | 17   | 20 tháng 10 năm 2011            | |
| Kosmos 2432 | 26 tháng 10 năm 2007 07:35 | Proton-K/DM-2     | Baikonur 81/24  | M            | 36             | 719    | III               | 20   | Hoạt động                       | |
| Kosmos 2433 | 26 tháng 10 năm 2007 07:35 | Proton-K/DM-2     | Baikonur 81/24  | M            | 36             | 720    | III               | 19   | Hoạt động                       | |
| Kosmos 2434 | 25 tháng 12 năm 2007 19:32 | Proton-M/DM-2     | Baikonur 81/24  | M            | 37             | 721    | II                | 13   | Hoạt động                       | |
| Kosmos 2435 | 25 tháng 12 năm 2007 19:32 | Proton-M/DM-2     | Baikonur 81/24  | M            | 37             | 722    | II                | 14   | 12 tháng 10 năm 2011            | Vệ tinh dự phòng |
| Kosmos 2436 | 25 tháng 12 năm 2007 19:32 | Proton-M/DM-2     | Baikonur 81/24  | M            | 37             | 723    | II                | 11   | Hoạt động                       | |
| Kosmos 2442 | 25 tháng 9 năm 2008 08:49  | Proton-M/DM-2     | Baikonur 81/24  | M            | 38             | 724    | III               | 18   | 12 tháng 2 năm 2014             | Vệ tinh dự phòng |
| Kosmos 2443 | 25 tháng 9 năm 2008 08:49  | Proton-M/DM-2     | Baikonur 81/24  | M            | 38             | 725    | III               | 21   | Hoạt động                       | |
| Kosmos 2444 | 25 tháng 9 năm 2008 08:49  | Proton-M/DM-2     | Baikonur 81/24  | M            | 38             | 726    | III               | 22   | 28 tháng 11 năm 2012            | |
| Kosmos 2447 | 25 tháng 12 năm 2008 10:43 | Proton-M/DM-2     | Baikonur 81/24  | M            | 39             | 727    | I                 | 3    | 28 tháng 11 năm 2012            | |
| Kosmos 2448 | 25 tháng 12 năm 2008 10:43 | Proton-M/DM-2     | Baikonur 81/24  | M            | 39             | 728    | I                 | 2    | 16 tháng 10 năm 2013            | |
| Kosmos 2449 | 25 tháng 12 năm 2008 10:43 | Proton-M/DM-2     | Baikonur 81/24  | M            | 39             | 729    | I                 | 8    | 9 tháng 9 năm 2012              | |
| Kosmos 2456 | 14 tháng 12 năm 2009 10:38 | Proton-M/DM-2     | Baikonur 81/24  | M            | 40             | 730    | I                 | 1    | Hoạt động                       | |
| Kosmos 2457 | 14 tháng 12 năm 2009 10:38 | Proton-M/DM-2     | Baikonur 81/24  | M            | 40             | 733    | I                 | 6    | Hoạt động                       | |
| Kosmos 2458 | 14 tháng 12 năm 2009 10:38 | Proton-M/DM-2     | Baikonur 81/24  | M            | 40             | 734    | I                 | 5    | Hoạt động                       | |
| Kosmos 2459 | 1 tháng 3 năm 2010 21:19   | Proton-M/DM-2     | Baikonur 81/24  | M            | 41             | 731    | III               | 22   | Hoạt động                       | |
| Kosmos 2460 | 1 tháng 3 năm 2010 21:19   | Proton-M/DM-2     | Baikonur 81/24  | M            | 41             | 732    | III               | 23   | Hoạt động                       | |
| Kosmos 2461 | 1 tháng 3 năm 2010 21:19   | Proton-M/DM-2     | Baikonur 81/24  | M            | 41             | 735    | III               | 24   | Hoạt động                       | |
| Kosmos 2464 | 2 tháng 9 năm 2010 00:53   | Proton-M/DM-2     | Baikonur 81/24  | M            | 42             | 736    | II                | 9    | Hoạt động                       | |
| Kosmos 2465 | 2 tháng 9 năm 2010 00:53   | Proton-M/DM-2     | Baikonur 81/24  | M            | 42             | 737    | II                | 12   | Hoạt động                       | |
| Kosmos 2466 | 2 tháng 9 năm 2010 00:53   | Proton-M/DM-2     | Baikonur 81/24  | M            | 42             | 738    | II                | 16   | Hoạt động                       | |
| —           | 5 tháng 12 năm 2010 10:25  | Proton-M/DM-03    | Baikonur 81/24  | M            | 43             | 739    | —                 | —    | Chệch quỹ đạo                   | |
| —           | 5 tháng 12 năm 2010 10:25  | Proton-M/DM-03    | Baikonur 81/24  | M            | 43             | 740    | —                 | —    | Chệch quỹ đạo                   | |
| —           | 5 tháng 12 năm 2010 10:25  | Proton-M/DM-03    | Baikonur 81/24  | M            | 43             | 741    | —                 | —    | Chệch quỹ đạo                   | |
| Kosmos 2471 | 26 tháng 2 năm 2011 03:07  | Soyuz-2-1b/Fregat | Plesetsk 43/4   | K1           | K1S            | 701K   | I                 | 3    | Không thể hoạt động             | Vệ tinh GLONASS-K đầu tiên. Chỉ được sử dụng cho mục đích thử nghiệm chuyến bay, tín hiệu được đánh dấu là "unhealthy". |
| Kosmos 2474 | 2 tháng 10 năm 2011 20:15  | Soyuz-2-1b/Fregat | Plesetsk 43/4   | M            | 45S            | 742    | I                 | 4    | Hoạt động                       | |
| Kosmos 2475 | 4 tháng 11 năm 2011 12:51  | Proton-M/Briz-M   | Baikonur 81/24  | M            | 44             | 743    | I                 | 8    | Hoạt động                       | |
| Kosmos 2476 | 4 tháng 11 năm 2011 12:51  | Proton-M/Briz-M   | Baikonur 81/24  | M            | 44             | 744    | I                 | 3    | Hoạt động                       | |
| Kosmos 2477 | 4 tháng 11 năm 2011 12:51  | Proton-M/Briz-M   | Baikonur 81/24  | M            | 44             | 745    | I                 | 7    | Hoạt động                       | |
| Kosmos 2478 | 28 tháng 11 năm 2011 08:25 | Soyuz-2-1b/Fregat | Plesetsk 43/4   | M            | 46S            | 746    | III               | 17   | Hoạt động                       | Được khôi phục hệ thống để lần đầu tiên hoạt động một cách hoàn toàn kể từ cuối năm 1995.                               |
| Kosmos 2485 | 26 tháng 4 năm 2013 05:23  | Soyuz-2-1b/Fregat | Plesetsk 43/4   | M            | 47S            | 747    | I                 | 2    | Hoạt động                       | |
| —           | 2 tháng 7 năm 2013 02:38   | Proton-M/DM-03    | Baikonur 81/24  | M            | 47             | 748    | —                 | —    | Chệch quỹ đạo                   | |
| —           | 2 tháng 7 năm 2013 02:38   | Proton-M/DM-03    | Baikonur 81/24  | M            | 47             | 749    | —                 | —    | Chệch quỹ đạo                   | |
| —           | 2 tháng 7 năm 2013 02:38   | Proton-M/DM-03    | Baikonur 81/24  | M            | 47             | 750    | —                 | —    | Chệch quỹ đạo                   | |
| Kosmos 2494 | 23 tháng 3 năm 2014 22:54  | Soyuz-2-1b/Fregat | Plesetsk 43/4   | M            | 48S            | 754    | III               | 18   | Hoạt động                       | |
| Kosmos 2500 | 14 tháng 6 năm 2014 17:16  | Soyuz-2-1b/Fregat | Plesetsk 43/4   | M            | 49S            | 755    | III               | 21   | Đang trong quá trình thử nghiệm | |

### Danh sách vệ tinh theo phiên bản
| Phiên bản        | Đã phóng | Hoạt động | Không khả dụng | Đã ngừng hoạt động | Sự cố khi phóng | Lưu ý                         |
| ---------------- | -------- | --------- | -------------- | ------------------ | --------------- | ----------------------------- |
| Uragan Block I   | 10       | 0         | 0              | 10                 | 0               |                               |
| Uragan Block IIa | 6        | 0         | 0              | 6                  | 0               |                               |
| Uragan Block IIb | 12       | 0         | 0              | 6                  | 6               |                               |
| Uragan Block IIv | 59       | 0         | 0              | 59                 | 0               |                               |
| Uragan-M         | 43       | 24        | 5              | 8                  | 6               | Việc phóng đang được tiếp tục |
| Uragan-K1        | 1        | 0         | 1              | 0                  | 0               | Việc phóng đang được tiếp tục |
| Tổng             | 131      | 24        | 6              | 89                 | 12              |                               |

### Quỹ đạo
| Chỗ     | Mặt phẳng | Mặt phẳng | Mặt phẳng        |
| Chỗ     | I         | II        | III              |
| ------- | --------- | --------- | ---------------- |
| 1/9/17  | 730       | 736       | 746 (714)        |
| 2/10/18 | 747       | 717       | 754 (724)        |
| 3/11/19 | 744       | 723       | 720              |
| 4/12/20 | 742       | 737       | 719              |
| 5/13/21 | 734       | 721       | 725 (701K) (755) |
| 6/14/22 | 733       | 715 (722) | 731              |
| 7/15/23 | 745       | 716       | 732              |
| 8/16/24 | 743 (712) | 738       | 735              |

Giá trị ở trong ngoặc là của các vệ tinh không hoạt động.

## Các đợt phóng được lên kế hoạch
| Ngày           | Tên lửa           | Vị trí phóng | Launch block no. | Vệ tinh    | SVN  | Ghi chú |
| -------------- | ----------------- | ------------ | ---------------- | ---------- | ---- | ------- |
| Tháng 10, 2014 | Proton-M/DM-03    | Baikonur     | 50               | GLONASS-M  | 751  |         |
| Tháng 10, 2014 | Proton-M/DM-03    | Baikonur     | 50               | GLONASS-M  | 752  |         |
| Tháng 10, 2014 | Proton-M/DM-03    | Baikonur     | 50               | GLONASS-M  | 753  |         |
| NET 2H 2014    | Soyuz-2.1b/Fregat | Plesetsk     | K2S              | GLONASS-K1 | 702K |         |